# Sava Lolov
Sava Lolov (parfois crédité sous le nom de Sava Lobov) est un acteur français né le 27 février 1970.

## Filmographie

### Cinéma
- 1992 : Diên Biên Phú de Pierre Schoendoerffer : Thade Korzeniowski
- 1992 : Toutes peines confondues de Michel Deville : Premier jeune voyou
- 1993 : Répétition de Patricia Bardon (court métrage)
- 1993 : L'Instinct de l'ange de Richard Dembo
- 1994 : La Folie douce de Frédéric Jardin : Eric
- 1997 : Mange ta soupe de Mathieu Amalric
- 2004 : Feux rouges de Cédric Kahn : Le médecin
- 2006 : Trois femmes de Milena Andonova : Frantzuzina
- 2006 : Lady Chatterley de Pascale Ferran : Tommy Dukes
- 2007 : L'Homme qui marche d’Aurélia Georges
- 2007 : La Part animale de Sébastien Jaudeau : Étienne
- 2007 : Blackbird Pie de Jean Anouilh (court métrage)
- 2009 : Ah ! la libido de Michèle Rosier : Le toy-boy slave
- 2011 : Schlafkrankheit (La Maladie du sommeil) d’Ulrich Köhler : Elia Todorov
- 2011 : Minuit à Paris de Woody Allen : Mari du couple Belle Époque
- 2011 : Le Chat du rabbin de Joann Sfar et Antoine Delesvaux : Le peintre russe (voix)
- 2012 : L'Œil de l'astronome de Stan Neumann : Zuckmesser
- 2013 : La Vie domestique d'Isabelle Czajka : Bertrand
- 2016 : Toni Erdmann de Maren Ade
- 2020 : Petit Vampire de Joann Sfar : Le pépé de Michel (voix)
- 2022 : Fumer fait tousser de Quentin Dupieux : le père de Josette
- 2023 :  Yannick de Quentin Dupieux : le patron d'auto école

### Télévision
- 1992 : Sabine j'imagine de Dennis Berry : François
- 1997 : L'Agence Lambert d’Étienne Labroue (série)
- 2003 : Tambours sur la digue (téléfilm, 2003) d’Ariane Mnouchkine : Le Seigneur Hun, Wang Po, L'Architecte (2e partie)
- 2005 : Marie Antoinette (téléfilm, 2005) d’Alain Brunard : Fersen
- 2007 : Dans l'ombre du maître de David Delrieux : Dhers (comme Sava Lobov)
- 2008 : Voici venir l'orage...  de Nina Companeez : Leonid Stern
- 2008-2013 : Nicolas Le Floch : Comte de La Borde (série)
- 2009 : La Tueuse de Rodolphe Tissot : De Grieux
- 2014 : Alex Hugo, la mort et la belle vie
- 2016 : Deux flics sur les docks, épisode 11 "Justices" : Jean-Noël Vargas
- 2025 : Meurtres en Périgord vert de Muriel Aubin : Amaury de Nayac

## Théâtre
- 1993 : Ah! Anabelle texte et mise en scène Catherine Anne, Théâtre Gérard Philipe 93 Saint-Denis
- 1994 : Agnès texte et mise en scène Catherine Anne, Théâtre Gérard Philipe 93 Saint-Denis
- 1994 : Ah là là ! quelle histoire texte et mise en scène Catherine Anne, Théâtre Gérard Philipe 93 Saint-Denis
- 1997 : Et soudain, des nuits d'éveil, Ariane Mnouchkine, Théâtre du Soleil

- 2016 : Tableau d'une exécution de Howard Barker, mise en scène Claudia Stavisky, théâtre des Célestins
- 2017 : Neige de Orhan Pamuk, mise en scène Blandine Savetier, Théâtre Liberté
- 2018 : Le Récit d'un homme inconnu de Anton Tchekhov, mise en scène de Anatoli Vassiliev, Théâtre National de Strasbourg.
- 2020-22 : Le grand inquisiteur de Dostoïevski, mise en scène Sylvain Creuzevault, Odéon
- 2021-23 : Les Frères Karamazov de Dostoïevski, mise en scène Sylvain Creuzevault, Odéon